# Bug (Comarca)
El Bug, (en occità: Bug o Captalat de Bug, en francès: Pays de Buch) és un parçan o comarca d'Occitània situat a la Gascunya. La seva vil·la principal és La Tèsta. El Bug s'estén per les terres de l'antiga jurisdicció feudal gascona del Captalat de Bug.
Segons la proposta de divisió territorial d'Occitània del diari Jornalet, basada en l'obra de Frederic Zégierman Le Guide des pays de France, el Bug estaria ubicat a la regió de la Gascunya, subregió de Landes i Labrit.
Oficialment, les comunes del Bug estan adscrites administrativament al departament francès de la Gironda (sud-oest), a la regió administrativa d'Occitània.